# Gwardia Szlachecka

Gwardia Nobilów, Straż Nobilów, właśc. Gwardia Szlachecka (wł. Guardia nobile) – jedna z watykańskich formacji militarnych. Została utworzona przez papieża Piusa VII w 1801 roku w postaci pułku ciężkiej kawalerii. Początkowo wykonywała zadania eskortowania papieża i innych najważniejszych dostojników Kościoła. Jednym z pierwszych obowiązków Gwardii było odeskortowanie Piusa VII do Paryża na koronację Napoleona Bonapartego. Wraz ze zjednoczeniem Włoch i likwidacją państwa papieskiego w roku 1870, Gwardia Nobilów stała się korpusem piechoty.
Członkowie Gwardii byli ochotnikami – nie otrzymywali zapłaty za świadczone usługi i sami musieli płacić za swoje wyposażenie. Dowódca korpusu został nazwany kapitanem, który był odpowiednikiem generała włoskiej armii. Jedną z pozycji w gwardii było stanowisko dziedzicznego chorążego odpowiedzialnego za przestrzeganie wśród gwardzistów obowiązujących norm Kościoła katolickiego.
Straż Nobilów pojawiała się publicznie tylko w czasie kiedy papież brał udział w publicznych wystąpieniach. Gwardia Nobilów wycofywała się zawsze za papieżem powracającym do apartamentów watykańskich. Podczas sedewakancji Gwardia podlegała kolegium kardynalskiemu.
Została zlikwidowana przez papieża Pawła VI 14 września 1970 roku, w ramach reform Kościoła uchwalonych przez II sobór watykański.